# Смертельный номер (фильм, 2007)
«Смертельный номер» (англ. Death Defying Acts) — фильм 2007 года. Производство: Великобритания, Австралия.

## Сюжет
Фильм об истории и безвременной кончине известного фокусника — Гарри Гудини. События разворачиваются в начале XX века, в частности, в 1926-м году — в период наивысшего взлёта славы одарённого фокусника и иллюзиониста. Фильм повествует о путешествии Гарри Гудини по Великобритании, когда маг и чародей впервые показал аттракцион «невероятного высвобождения» (из положения «вверх ногами» в запертом сундуке, заполненном водой). Одновременно с выполнением этого номера иллюзионист пережил безумную страсть к некой леди, с которой познакомился в Шотландии в ходе гастролей. Любовь к Мэри вспыхнула во время спиритических сеансов, где Гудини разоблачал псевдо-экстрасенсов. Мэри и её дочери путём уловок и социальной инженерии удалось узнать сокровенный секрет Гарри — страдания великого, но одинокого человека и выиграть 10000 долларов в качестве приза (необходимо уточнить что в кульминационный момент эксперимента, когда Мэри, проникшись чувствами к иллюзионисту Гудини, отказывается от мошенничества и приза, у её дочери проявляются экстрасенсорные способности). Гарри влюблён, доволен разгадкой собственной мистификации и погибает от удара хулигана, решившего проверить на прочность известный всему миру «железный пресс» мага.

## В ролях
| Актёр             | Роль             |
| ----------------- | ---------------- |
| Кэтрин Зета-Джонс | Мэри Макгарви    |
| Гай Пирс          | Гарри Гудини     |
| Тимоти Сполл      | Sugarman         |
| Сирша Ронан       | Бенджи Макгарви  |
| Малкольм Шилдс    | Лит Ромео        |
| Лени Харпер       | жена Лита        |
| Ральф Райч        | мистер Робертсон |

## Критика
Фильм получил смешанные отзывы кинокритиков. На сайте Rotten Tomatoes фильм имеет рейтинг 42 % на основе 38 рецензий со средним баллом 5 из 10. На сайте Metacritic фильм имеет оценку 48 из 100 на основе 8 рецензий критиков, что соответствует статусу «смешанные или средние отзывы».